# 達拉
達拉是非洲國家塞內加爾西北部的城市，由盧加區負責管轄，距離首都達喀爾約264公里，海拔高度61米，居民主要從事農業和畜牧業，2007年人口30,896。
15°21′N 15°36′W / 15.350°N 15.600°W